# Hans Poetschki
Hans Poetschki (* 14. Januar 1928 in Walsum; † 30. September 1997) war ein deutscher Politiker und ehrenamtlicher Landrat (CDU).

## Leben
Nach dem Schulbesuch studierte er von 1951 bis 1953 an der Pädagogischen Akademie in Oberhausen. Anschließend war er im Schuldienst, zuletzt als Rektor, tätig.
Dem Kreistag des ehemaligen Kreises Steinfurt gehörte er von 1966 bis 1974 und nach der Gebietsreform von 1975 bis zum 16. Oktober 1984 an. Außerdem war er vom 22. November 1969 bis zur Gebietsreform am 31. Dezember 1974 und anschließend vom 23. Mai 1975 bis zum 16. Oktober 1984 Landrat des Kreises Steinfurt. Von 1984 bis 1989 war Poetschki in Luxemburg Abgeordneter für das 2. Europäischen Parlaments. Er war in verschiedenen Gremien des Landkreistages Nordrhein-Westfalen tätig.
Er war verheiratet und hatte drei Kinder.

## Ehrungen
Am 24. Mai 1985 wurde Poetschki das Bundesverdienstkreuz am Bande und am 21. Mai 1985 das Bundesverdienstkreuz I. Klasse verliehen. Am 7. November 1996 wurde er mit dem Verdienstorden des Landes Nordrhein-Westfalen ausgezeichnet. In Emsdetten, Poetschkis Wohnort, wurde die Hans-Poetschki-Straße nach ihm benannt.

## Weblink
- Hans Poetschki in der Abgeordneten-Datenbank des Europäischen Parlaments